# 34+35
„34+35” – utwór muzyczny amerykańskiej piosenkarki i autorki tekstów Ariany Grande, który jest drugą z kolei piosenką w liście utworów jej szóstego albumu studyjnego Positions (2020). Został on napisany przez Grande, Alberta Stanaja, Xaviera Herrerę, Scotta Nicholsona, Stevena Franksa, Taylę Parx, Victorię Monét i jego producentów, Petera Lee Johnsona i Tommy’ego Browna. Piosenka została wydana jako drugi singel promujący Positions w formacie contemporary hit radio, najpierw w Australii 30 października, a później w Stanach 3 listopada. Refren piosenki odnosi się do pozycji seksualnej 69, gdzie reszta słów zawiera wiele seksualnych żartów, gier słownych i dwuznaczności. Przez seksualną naturę utworu, singel otrzymał zarówno pozytywne, jak i negatywne recenzje krytyków.
„34+35” zadebiutowało na ósmej pozycji amerykańskiej listy Hot 100, stając się 18 hitem top 10 Grande. Singel również pojawił się na piątym miejscu międzynarodowego zestawienia magazynu „Billboard” Global 200, stając się drugim przebojem w top 10 artystki tamże. Wraz z wydaniem remiksu, singel uplasował się na drugiej pozycji w obu zestawieniach. Dodatkowo „34+35” notowane było w top 10 w Australii, Irlandii, Kanadzie, Malezji, Singapurze i Wielkiej Brytanii. Singel pokrył się platyną w Stanach Zjednoczonych, złotem w Kanadzie oraz Nowej Zelandii, a także srebrem w Wielkiej Brytanii. 17 listopada został opublikowany teledysk wyreżyserowany przez Directora X. 15 stycznia 2021 został wydany remiks z gościnnym udziałem Doji Cat oraz Megan Thee Stallion.

## Geneza i promocja
Po prostu uważam, że to śmieszne, takie zabawne i głupie. Usłyszeliśmy smyczki i brzmiały one tak disnejowsko i orkiestrowo, ale też w sposób pełny i czysty. A ja po prostu pomyślałam «Ej, jaki możliwie najbardziej sprośny i kontrastujący tekst moglibyśmy do tego napisać?»

„34+35” zostało zapowiedziane 24 października 2020 roku, kiedy to Grande opublikowała listę utworów Positions poprzez jej media społecznościowe. Grande zaczęła pracę nad tą piosenką w 2019 roku i skończyła we wrześniu 2020, kiedy to zdecydowała, że znajdzie się ona na albumie. Przez odważną naturę utworu, która została porównana do wcześniejszych piosenek Grande, takich jak „Side to Side” czy „Dangerous Woman”, Grande początkowo była „bardzo nerwowa” odnośnie do utworu, bojąc się, że „odwróci on uwagę od wrażliwości i słodkości reszty albumu”. Powiedziała, że dźwiękowo jest to „jej jedna z najbardziej ulubionych rzeczy, która ona zrobiła”, dodając, że piosenka „zasługiwała na bycie częścią albumu na pewno…sądzę, że wszystko co robię jest z odrobiną humoru i że ludzie wiedzą, że nie siedzę do świtu”. Grande napisała łącznik razem z Taylą Parx i Victorią Monét.
Aby promować piosenkę, Grande udostępniła do sprzedaży „czapkę tatusia 34+35” w jej oficjalnym sklepie, która ukazuje „34+35” na przodzie czapki bejsbolówki. „34+35” zostało wydane w formacie contemporary hit radio w Australii i Stanach Zjednoczonych, odpowiednio 30 października i 3 listopada 2020 roku. 30 października został opublikowany lyric video utworu, a 17 listopada teledysk. 8 stycznia 2021 roku singel został wydany w formacie contemporary hit radio w Wielkiej Brytanii, a 18 stycznia w formacie hot adult contemporary w Stanach.

## Kompozycja
„34+35” jest skocznym utworem. Piosenka jest napisana w tempie 110 uderzeń na minutę w kluczu F-dur, a wokale Grande mają rozpiętość od niskiego G3 do wysokiego D5. Słowa utworu zawierają seksualne gry słowne, dwuznaczności oraz seksualne żarty, a tytuł piosenki (który jest dodawaniem, którego wynik to 69), a refren odnosi się do pozycji seksualnej 69, gdzie na końcu piosenki Grande śpiewa „To znaczy, że chcę mieć 69 z Tobą”. Inne fragmenty tekstu również zawierają seksualne odniesienia, np. „Mógłbyś w nocy nie spać?/Tylko do ranka mnie ruchać”. Piosenka została napisana o życiu seksualnym Grande z jej chłopakiem, Daltonem Gomezem. Według piosenkarki, linijka „Po prostu daj dzieci” była zaproponowana przez Scotta Nicholsona jako żart, aby dokończyć pierwszy wers w nocy kiedy zaczęli pisać tekst. Piosenkarka polubiła tę linijkę, że została ona uwzględniona w finalnej wersji utworu. Trzęsienie ziemi wspomniane w trzeci wersie („Moi sąsiedzi krzyczą «Trzęsienie ziemi!»/4,5 kiedy trzęsę łóżkiem”) zdarzyło się faktycznie w południowej Kalifornii we wrześniu 2020 roku o magnitudzie 4,5.
Mary Siroky z „Consequence of Sound” określiła piosenkę jako „przytłaczająco figlarną” i że jest ona „bez ograniczeń”, gdzie Heather Taylor-Singh z „Exclaim!” napisała, że zawiera ona „wyraźny seksapil”. Adam White z „The Independent” nazwał tekst piosenki „sprośnym” i „słodko ironicznym”, a Brenton Blanchet z magazynu „Clash” uważa „34+35” za „najbardziej seksualną piosenkę” piosenkarki. Podobnie do Blancheta, Natalie Morin z „Refinery29” nazwała utwór „seksualnym arcydziełem Grande”.

## Odbiór krytyczny
W swoim rankingu wszystkich piosenek z albumu Positions, gdzie „34+35” zostało uplasowane na drugim miejscu, Jason Lipshutz z tygodnika „Billboard” pochwalił Grande, gdyż według niego jest ona „jedną z niewielu artystów pracujących dzisiaj, która może wydać odważną seksualną piosenkę, która brzmi tak luksusowo i z ozdobnymi szczegółami”. Sam utwór określił jako „oszałamiająco zabawnym, gdzie Grande lekceważy użycie eufemizmów i wyraża się śmiało”. Ross Horton z „The Line of Best Fit” uznał piosenkę jako najlepszą w albumie i jego „myślą przewodnią”, pisząc „liczba gier słownych, dwuznaczności i żartów w tekście jest zatrważająca”. Brenton Blanchet z „Clash” napisał, że utwór „uderza tak jak jego mocne słowa” oraz określił jego refren z „treściami NSFW” jako „wciągający”.
Chris Willman z „Variety” skomentował „34+35” jako „coś co brzmi trochę jak wyciągnięte z rozmów nastolatek”, a literalne wspomnienie o 69 pod koniec piosenki było „niepotrzebne”. Alexa Camp ze „Slant Magazine” określiła tekst piosenki jako „puste rozmowy do poduszki i dużo gwizdów”. Emma Madden z „Entertainment Weekly” skrytykowała słowa utworu, mówiąc, że „Grande śpiewa, że «nigdy nie było dobra» podczas lekcji matematyki o «34+35», a wygląda to na to, że jest ona identycznie niedobra w robieniu matematycznych gier słownych”.

### Listy końcoworoczne
„Uproxx” uplasował „34+35” jako dziewiątą najlepszą piosenkę 2020 roku, gdzie Caitlin White napisała, że piosenka jest bardziej „lekkoduszna” i „zabawniejsza” niż główny singel promujący Positions i że ma „wszystko czego potrzebuje hit i że zostanie zapamiętany jako jedna z mądrzejszych piosenek Grande”. LaTesha Harris z „NPR” umieściła „34+35” na ósmym miejscu rankingu najlepszych piosenek 2020 roku. Sewis Tidal ogłosił „34+35” 32 najlepszą popową piosenką 2020 roku. W swoim zestawieniu, Jessica McKinney z „Complex” uplasowała „34+35” na 42. miejscu najlepszych utworów 2020 roku. Nazwała produkcję jego „nieskazitelną”, a samą piosenkę określiła jako „odważną, ponętną, luksusową i wytworną, prowadzą przez namiętne wokale Grande”.

## Odbiór komercyjny
„34+35” zadebiutowało na ósmej pozycji zestawienia z 14 listopada 2020 roku, tygodnika „Billboard” Hot 100 w Stanach Zjednoczonych, z 21,7 mln odsłuchań na żądanie w mediach strumieniowych, 5,7 słuchaczami w radiu i trzema tysiącami kopii sprzedanych w  debiutanckim tygodniu. Singel stał się osiemnastym hitem top 10 Grande, dzięki czemu zremisowała z Beyoncé w liczbie przebojów w top 10 w tym notowaniu na ósmym miejscu pośród kobiet. „34+35” również zadebiutowało na piątym miejscu listy Global 200 tego samego magazynu, stając się drugim hitem top 10 Grande w tymże notowaniu. Wraz z poprzednim singlem, „Positions”, który również w tym tygodniu był w top 5, Grande stała się pierwszą kobietą i trzecią artystką ogólnie, dołączając do Justina Biebera i BTS, z dwoma singlami w top 5 w Global 200. Po wydaniu remiksu, singel wzrósł w notowaniu Hot 100 do drugiego miejsca z 24,2 mln odsłuchań na żądanie w mediach strumieniowych i 8 tysięcy pobrań, stając się dwunastym hitem top 5 dla Grande oraz drugim singlem w top 5 z Positions, po utworze tytułowym. Gdzie dla Dojy Cat to jest drugi przebój w top 5, po „Say So”, a dla Megan Thee Stallion jest to już trzeci. Jest to najwyżej notowania współpraca trzech lub większej liczby piosenkarek od dwudziestu lat w Hot 100, po coverze „Lady Marmalade” wykonanym przez Christinę Aguilerę, Lil’ Kim, Mýę oraz Pink. Zaś w liście Global 200 utwór również znalazł się na drugim miejscu, a w zestawieniu wykluczającym Stany Zjednoczone, singel dotarł do top 10 na piąte miejsce, stając się trzecim singlem Grande, który osiągnął taki sukces. Singel został pokryty platyną w Stanach za sprzedaż miliona kopii.
„34+35” zadebiutowało na dziewiątej pozycji UK Singles Chart w zestawieniu z 12 listopada 2020 roku, stając się 19 hitem top 10 Grande w Wielkiej Brytanii. Piosenka powróciła do top 10 w piątym tygodniu notowania. 14 stycznia 2021 roku singel uplasował się na ósmym miejscu, przebijając debiutancką pozycję. Po wydaniu remiksu, „34+35” wzrosło do trzeciej pozycji, stając się piętnastym hitem top 5 Grande w Brytanii. Singel został pokryty srebrem w tym kraju za sprzedaż 200 tysięcy sprzedanych kopii.

## Teledysk

### Produkcja i wydanie
Teledysk został wyreżyserowany przez Directora X i został opublikowany 17 listopada 2020 roku o 9 rano czasu pacyficznego. Kilkusekundowy zwiastun klipu został opublikowany na Twitterze piosenkarki 14 listopada, a Grande potwierdziła publikację teledysku dwa dni później.

### Streszczenie
Wideoklip zaczyna się sceną z Grande w laboratorium, która ma założony kitel. Pisze ona notatki i manewruje machinerią. Tworzy ona również robotyczną wersję siebie i próbuję ona obudzić w niej życie. Udaje się jej to dopiero po kilku próbach. Wtedy robot wstaje i zamienia ubrania naukowców w koszule nocne, podobne do tych noszonych przez femboty w filmach z serii „Austin Powers”. Teledysk również zawiera sceny, gdzie Ariana oraz jej tancerze są ubrani w body w cielesnym kolorze zaprojektowane przez Oscara de la Rentę oraz pasujące szpilki od Fendi.

### Odbiór
Magazyn „Nylon” nazwał klip jednym z najbardziej godnych do zapamiętania teledysków z 2020 roku.

## Personel
- Ariana Grande – wokale, wokale wspierające, tekst, melodie, produkcja wokali, aranżacja wokali, inżynieria dźwięku
- Tommy Brown – tekst, produkcja
- Steven Franks – tekst, współprodukcja
- Peter Lee Johnson – tekst, produkcja, instrumenty smyczkowe
- Courageous Xavier Herrera – tekst, współprodukcja
- Scott Nicholson – tekst, melodie
- Victoria Monét – tekst, melodie
- Tayla Parx – tekst, melodie
- Albert Stanaj – tekst
- Billy Hickey – inżynieria dźwięku
- Serban Ghenea – miksowanie
- Randy Merrill – mastering

Źródło:.

## Notowania i certyfikaty
| Terytorium        | Notowanie                          | Pozycja | Źr.    |
| ----------------- | ---------------------------------- | ------- | ------ |
| Australia         | Top 50 Singles                     | 5       | [ 51 ] |
| Austria           | Ö3 Austria Top 40                  | 40      | [ 52 ] |
| Belgia            | Ultratip Flandria                  | 1       | [ 53 ] |
| Belgia            | Ultratip Walonia                   | 8       | [ 54 ] |
| Cały świat        | Global 200                         | 2       | [ 55 ] |
| Czechy            | Singles Digitál Top 100            | 67      | [ 56 ] |
| Dania             | Track Top-40                       | 33      | [ 57 ] |
| Francja           | Top Singles                        | 86      | [ 58 ] |
| Grecja            | Digital Singles Chart              | 11      | [ 59 ] |
| Gwatemala         | Top 20 Anglo                       | 7       | [ 60 ] |
| Hiszpania         | Top 100 Canciones                  | 78      | [ 61 ] |
| Holandia          | Single Top 100                     | 32      | [ 62 ] |
| Irlandia          | Top 100 Singles                    | 4       | [ 63 ] |
| Kanada            | Canadian Hot 100                   | 5       | [ 64 ] |
| Kanada            | Canada CHR/Top 40                  | 13      | [ 65 ] |
| Kanada            | Canada Hot AC                      | 44      | [ 66 ] |
| Korea Południowa  | Digital Chart                      | 137     | [ 67 ] |
| Litwa             | Singlų Top 100                     | 16      | [ 68 ] |
| Malezja           | Top 20 Most Streamed International | 4       | [ 69 ] |
| Niemcy            | Top 100 Single                     | 59      | [ 70 ] |
| Norwegia          | VG-lista                           | 26      | [ 71 ] |
| Nowa Zelandia     | Top 40 Singles                     | 3       | [ 72 ] |
| Portugalia        | Portugese Singles Chart            | 21      | [ 73 ] |
| Singapur          | RIAS Top Charts                    | 2       | [ 74 ] |
| Słowacja          | Singles Digitál Top 100            | 39      | [ 75 ] |
| Stany Zjednoczone | Hot 100                            | 2       | [ 76 ] |
| Stany Zjednoczone | Adult Top 40                       | 31      | [ 77 ] |
| Stany Zjednoczone | Dance/Mix Show Airplay             | 22      | [ 78 ] |
| Stany Zjednoczone | Mainstream Top 40                  | 4       | [ 79 ] |
| Stany Zjednoczone | Rhythmic Songs                     | 17      | [ 80 ] |
| Stany Zjednoczone | Rolling Stone Top 100              | 2       | [ 81 ] |
| Szkocja           | Scottish Singles Chart             | 74      | [ 82 ] |
| Szwajcaria        | Singles Top 100                    | 33      | [ 83 ] |
| Szwecja           | Sverigetopplistan                  | 34      | [ 84 ] |
| Węgry             | Stream Top 40                      | 20      | [ 85 ] |
| Wielka Brytania   | UK Singles Chart                   | 3       | [ 86 ] |
| Włochy            | Singles Chart                      | 82      | [ 87 ] |

| Kraj                     | Certyfikat      | Sprzedaż   | Źr.    |
| ------------------------ | --------------- | ---------- | ------ |
| Kanada (MC)              | złota płyta     | 40 000+    | [ 88 ] |
| Nowa Zelandia (RMNZ)     | złota płyta     | 15 000+    | [ 89 ] |
| Polska (ZPAV)            | platynowa płyta | 20 000+    | [ 90 ] |
| Stany Zjednoczone (RIAA) | platynowa płyta | 1 000 000+ | [ 39 ] |
| Wielka Brytania (BPI)    | srebrna płyta   | 200 000+   | [ 44 ] |

## Remiks
Grande wydała remiks „34+35” zatytułowany „34+35 Remix” 15 stycznia 2021 roku. Remiks zawiera gościnne wersy od Dojy Cat oraz Megan Thee Stallion. Odpowiednio 16 i 22 stycznia ta wersja piosenki została wydana w formacie contemporary hit radio w Holandii oraz Wielkiej Brytanii.

### Geneza i wydanie
Pierwotnie „34+35” miało zawierać wers amerykańskiej raperki Dojy Cat, ale zrezygnowano z tego, ponieważ piosenkarki nagrały wspólnie inną piosenkę do albumu – „Motive”. Krótki fragment odrzuconej wersji wyciekł do sieci wkrótce po wydaniu albumu. 7 listopada 2020 roku Doja wykonała jej wers podczas transmisji na żywo na Instagramie.
5 stycznia 2021 roku Doja Cat zasugerowała współpracę z Grande i Megan Thee Stallion przez Twittera publikując listę osób, które obserwuje z podpisem „Obserwuję ich z jakiegoś powodu, zgadnijcie dlaczego”. 13 stycznia Grande powiadomiła, że wyda remiks „34+35” ukazując na swoich mediach społecznościowych krótki filmik z telewizorem, na którym była okładka remiksu z dwiema zaciemnionymi artystkami. Następnego dnia piosenkarka potwierdziła, że remiks został nagrany wraz z amerykańskimi raperkami: Doją Cat oraz Megan Thee Stallion. Grande również ujawniła wtedy okładkę remiksu, na której jest narysowana jako fembot z teledysku, a Doja i Megan mają na sobie sukienki ubrane przez tancerzy w końcówce klipu. Wraz z wydaniem remiksu, Grande opublikowała na swoim kanale w serwisie YouTube lyric video, który ma styl podobny do tego z okładki. 16 stycznia, remiks został wysłany do holenderskich radiostacji, a następnie 22 do brytyjskich.

### Kompozycja i odbiór krytyczny
W remiksie, Doja Cat i Megan Thee Stallion rapują odpowiednio drugą i trzecią zwrotkę. W swojej zwrotce Doja Cat wspomina o nie przejmowaniu się jet lagiem oraz dissuje amerykańskiego rapera 6ix9ine'a w linii „Chcę tego 69, bez Tekashiego”. Magan za to rapuje o filmikach DIY oraz Starbucksie, a także wspomina o serwisach strumieniowych takich jak Netflix i Hulu.
Bianca Betancourt z „Harper's Bazaar” napisała, że trio „nie zawodzi”, Doja i Megan „bezproblemowo rapują swoje cięte wersy”. Callie Ahlgrim ze strony „Insider” nazwała remiks „bezczelnym”.

### Lista utworów
| Digital download / media strumieniowe | Digital download / media strumieniowe                                  | Digital download / media strumieniowe |
| Nr                                    | Tytuł utworu                                                           | Długość                               |
| ------------------------------------- | ---------------------------------------------------------------------- | ------------------------------------- |
| 1.                                    | „34+35 Remix” (z gościnnym udziałem Dojy Cat oraz Megan Thee Stallion) | 3:03                                  |
|                                       |                                                                        | 3:03                                  |

### Personel
- Ariana Grande – główne wokale, wokale wspierające, tekst, inżynieria, aranżacja wokali, produkcja wokalna
- Doja Cat – rap, tekst
- Megan Thee Stallion – rap, tekst
- Mr. Franks – tekst, produkcja
- Tommy Brown – tekst, produkcja
- Peter Lee Johnson – tekst, produkcja, współprodukcja, instrumenty strunowe
- Courageous Xavier Herrera – tekst, produkcja, współprodukcja
- Scott Nicholson – tekst
- Victoria Monét – tekst
- Tayla Parx – tekst
- Kenneth Jarvis III – A&R
- Wendy Goldstein – A&R
- Billy Hickey – inżynieria
- Shawn „Source” Jarrett – inżynieria
- Serban Ghenea – miksowanie
- Mike Dean – miksowanie
- Randy Merrill – mastering

Źródło:.

### Notowania
| Terytorium        | Notowanie             | Pozycja | Źr.     |
| ----------------- | --------------------- | ------- | ------- |
| Cały świat        | Global 200            | 2       | [ 55 ]  |
| Grecja            | Digital Singles Chart | 68      | [ 106 ] |
| Japonia           | Japan Hot Overseas    | 3       | [ 107 ] |
| Litwa             | Singlų Top 100        | 30      | [ 108 ] |
| Nowa Zelandia     | Hot 40 Singles        | 2       | [ 109 ] |
| Stany Zjednoczone | Hot 100               | 2       | [ 76 ]  |
| Stany Zjednoczone | Rolling Stone Top 100 | 2       | [ 110 ] |

## Historia wydania
| Obszar            | Data                 | Format                                                  | Wersja    | Wytwórnia | Źr.     |
| ----------------- | -------------------- | ------------------------------------------------------- | --------- | --------- | ------- |
| Cały świat        | 30 października 2020 | digital download · media strumieniowe – utwór w albumie | pierwotna | Republic  | [ 50 ]  |
| Australia         | 30 października 2020 | contemporary hit radio                                  | pierwotna | UMA       | [ 8 ]   |
| Stany Zjednoczone | 3 listopada 2020     | contemporary hit radio                                  | pierwotna | Republic  | [ 9 ]   |
| Wielka Brytania   | 8 stycznia 2021      | contemporary hit radio                                  | pierwotna | Republic  | [ 12 ]  |
| Cały świat        | 15 stycznia 2021     | digital download · media strumieniowe                   | remiks    | Republic  | [ 104 ] |
| Holandia          | 16 stycznia 2021     | contemporary hit radio                                  | remiks    | Republic  | [ 99 ]  |
| Stany Zjednoczone | 18 stycznia 2021     | hot adult contemporary                                  | pierwotna | Republic  | [ 13 ]  |
| Wielka Brytania   | 22 stycznia 2021     | contemporary hit radio                                  | remiks    | Republic  | [ 100 ] |
| Wielka Brytania   | 30 stycznia 2021     | hot adult contemporary                                  | pierwotna | Republic  | [ 111 ] |